# Покровская церковь (Иловля)
До революции в станице Иловлинской (ныне — посёлок Иловля) стояла Покровская церковь, которая позже была закрыта и разрушена. Сейчас в райцентре построен приход благоверного князя Дмитрия Донского (Калачевская епархия РПЦ).

## История церкви
Дата постройки каменной церкви, по одним документам 1776 год, по другим — 1786 год. Нужно обратить внимание на другую дату — дату постройки деревянной церкви. Точно известно, что в 1717 году из Москвы в Иловлинскую станицу были посланы благословенная грамота и антиминс для церкви во имя Покрова Божией Матери. Антиминс — это шёлковый плат с мощами святых угодников, который является незаменимым предметом православного богослужения, без него невозможно совершать Литургию. Отсюда можно сделать вывод, что в 2017 году мы будем отмечать 300-летие основания православного прихода в станице Иловлинской.
Из описи церковного имущества, составленной в 1853 году, видно, что в ней были древние церковные вещи и книги даже конца XVII века (например, Толковое Евангелие 1648 года). Было большое Евангелие в серебряно-позолоченном чеканном окладе 1759 года весом 1 пуд 27 фунтов (почти 20 килограмм)!
В 1914 году это было крепкое здание, крытое железом, «по числу прихожан поместительна». Утварью она была снабжена достаточно. По штату с 1875 года при церкви служили два священника, диакон, два псаломщика и просфорня. В церковной библиотеке насчитывалось более 100 книг, предназначенных для чтения (кроме богослужебных). При церкви хранились в целости метрические книги с 1814 года!
Школа в станице Иловлинской была открыта с 5 ноября 1885 года, а в хуторах Колацком, Песчанском, Таровском школы открыты с 1907 года. Кроме церковных школ, в приходе имелось двухклассное смешанное училище, открытое в сентябре 1881 года; женское училище Министерства народного просвещения, открытое в октябре 1894 года; смешанное училище в хуторе Авиловом, открытое в ноябре 1898 года; и смешанные училища Министерства народного просвещения в хуторах Яблочном, Пятидесятном и Задонско-Авиловском, открытые в сентябре 1914 года.
Эти строки вызовут у читателей недоумение, ведь в середине XX века внедрялось мнение, о том, что 90 % крестьян и казаков были безграмотными. Архивные документы подтверждают обратную точку зрения. Из данных свидетельств можно сделать вывод, что образование было поставлено на должном уровне.

## Духовенство Покровской церкви
В 1914 году настоятелем Покровского прихода был священник Константин Малиновский (1873 г.р.). Он окончил курс Вологодской духовной семинарии и сначала был определён учителем церковно-приходской школы в Вологодской губернии. В 1896 году он был рукоположен во священника позже его приняли в Донскую епархию и сразу определили настоятелем к церкви станицы Старогригорьевской. Через три года, его перевели на место настоятеля Покровской церкви станицы Иловлинской Качалинского благочиния.
В 1911 году отца Константина назначили на должность Качалинского благочинного. Также он был законоучителем двухклассного Иловлинского училища и заведующим Песчанской и Таровской церковно-приходских школ.
Особенно отличился перед Отечеством псаломщик Михаил Евграфович Васильев (1857 г.р.). Он окончил четырёхклассное Усть-Медведицкое духовное училище, но в мае 1872 года его призвали на военную службу, где он прослужил десять лет до мая 1882 года.
Михаилу Евграфовичу довелось участвовать в Русско-Турецкой войне. За участие в походах против неприятеля 1877—1878 годов он был награждён светло-бронзовой медалью и даже получил Румынский крест «за обложение Плевны». Об этих сражениях наш современник Борис Акунин написал приключенческую книгу «Турецкий гамбит», по мотивам которой сняли одноимённый фильм.
После окончания военной службы молодой казак женился на дочери сотника Елизавете Николаевне Добрыниной, которая была на десять лет его младше. Михаил Евграфович, сполна отдав долг Отечеству, решил вернуться к Божьему служению. Вначале он служил псаломщиком Петро-Павловской церкви слободы Карповской, а в 1892 году его переместили к Покровской церкви станицы Иловлинской.
Участником Русско-Турецкой войны был и церковный староста казачьего происхождения Пётр Емельянович Табунщиков (1846 г.р.). Он тоже награждён светло-бронзовой медалью в память Турецкой войны 1877—1878 годов. Пётр Емельянович был казачьим атаманом хутора Яблочного станицы Иловлинской с сентября 1893 по сентябрь 1894 года. Первый раз его избрали на должность церковного старосты Покровской церкви в феврале 1900 года — в то время старост избирали сроком на три года. Во второй раз за честную службу общество избрало его старостой в июне 1913 года.

## Разрушение церкви
Покровская церковь в станице Иловлинской была окончательно закрыта весной 1938 года и впоследствии взорвана. В Госархиве Волгоградской области сохранилась переписка по закрытию нескольких церквей. Инициатива о закрытии Покровской церкви принадлежала председателю Иловлинского райисполкома товарищу Ч-у.

В деле подшито то самое объявление, которое висело на дверях храма. Оно размыто дождём и сохранило отпечатки канцелярских кнопок:
«Иловлинский Райисполком извещает верующих, что они могут принять здание Покровской церкви и культовое имущество с условием производства необходимого ремонта (о ремонте справиться в райфо). Окончательный срок передачи 10 февраля».
Ровно через две недели 17 февраля президиум Иловлинского РИК опубликовал Постановление № 85 о закрытии Покровской церкви: 
«Президиум РИКа… объявил о передаче здания и культового имущества в пользование новой двадцатки, так как большинство членов первой двадцатки арестовано и осуждено за контрреволюционную работу и распространение контрреволюционной литературы. В установленный ст.35 того же постановления срок желающих принять церковь в пользование с условием производства ремонта необходимого, не оказалось.
На основании изложенного президиум РИКа ПОСТАНОВЛЯЕТ:
1. Сообщить об этом Сталинградскому Облисполкому. Вместе с настоящим представить объявление от 3/ II 1938 г. о передаче церкви…и акт о снятии объявления от 14/ II 1938 г.
2. Вследствие того, что здание церкви ввиду давности её постройки пришло в ветхость, а колокольня и своды внутри церкви угрожают обвалу. Просить президиум Облисполкома разрешить использование как стройматериала на постройку школы десятилетки».
Постановление президиума Сталинградского Областного исполнительного комитета вышло 26 апреля 1938 года: 
«Ввиду отсутствия желающих взять церковь в пользование — церковь закрыть и разрешить использовать её, как строительный материал для строительства неполной средней школы…»
В архивных документах сохранилась точная формулировка райисполкома о причинах закрытия Покровской церкви — «большинство членов первой двадцатки арестовано и осуждено за контрреволюционную работу и распространение контрреволюционной литературы». Действительно, в большинстве станиц и хуторов вначале арестовывали священнослужителей и активных верующих людей, а потом заявляли, что нет «желающих взять церковь в пользование». Обезглавив приход можно было почти без проблем закрыть и разрушить храм.
По рассказам старожилов, после взрыва от церкви остались большие глыбы да мелкая крошка, которые использовали на устройство дамбы на реке Иловля и частично вымостили дорогу. Целого кирпича собрали немного, его хватило только на маленькое здание в центре посёлка — оно сохранилось до сегодняшнего времени. Кирпич для строительства средней школы пришлось везти из Сталинграда.